# Baillargues
Baillargues är en kommun i departementet Hérault i regionen Occitanien i södra Frankrike. Kommunen ligger i kantonen Castries som tillhör arrondissementet Montpellier. År 2022 hade Baillargues 7 793 invånare.

## Befolkningsutveckling
Antalet invånare i kommunen Baillargues
Referens:INSEE